# Meilensteine der Naturwissenschaft und Technik
Meilensteine der Naturwissenschaft und Technik, kurz: MdNuT, ist eine Sendereihe des Schulfernsehens der ARD, die seit 1990 in unregelmäßigen Abständen produziert und vornehmlich in den Dritten Programmen, auf EinsPlus und auf ARD alpha ausgestrahlt wird.
Die Sendungen haben eine Laufzeit von rund 15 Minuten und stellen in informativer und unterhaltender Form herausragende Leistungen und Erfindungen aus allen Bereichen der Naturwissenschaft und Technik vor.
Im Mittelpunkt jeder Folge stehen berühmte Entdeckungen, Forschungsergebnisse und Erfindungen. Angereichert mit vielen Anekdoten werden technische und physikalische Hintergründe durch Animationen und geschichtliche Materialien anschaulich erklärt. Dabei profitiert die Sendereihe von den umfangreichen Archivaufnahmen der Sendeanstalten.
Produziert wurde unter anderem in den 1990er Jahren von der Target Film GmbH München, in den 2000ern unter anderem von der Inter/Aktion GmbH, meist in Kooperation mit Sendeanstalten wie: Südwestrundfunk (SWR), Westdeutscher Rundfunk (WDR), Schweizer Fernsehen (SR), Bayerischer Rundfunk (BR), Norddeutscher Rundfunk (NDR), Institut für Film und Bild in Wissenschaft und Unterricht, Trans Tel GmbH, Telepool, ARD alpha und Deutsche Welle (DW).
Im Rahmen des Schulfernsehens wird die Serie teilweise ins Englische übersetzt und im SWR ausgestrahlt. Der englische Titel lautet: Milestones in Science and Engineering oder Great Moments in Science and Technology. Gelegentlich wird auf BR-alpha eine französische Übersetzung Les grandes dates de la science et de la technique sowie im Südwestrundfunk das spanische Pendant Cumbres de las ciencias naturales y la técnica gesendet. Die Folge Die Nadel aus Beton wurde als bisher einzige auch auf Arabisch gesendet.
Der Verlag des P.M. Magazins fasste 2007 bis 2008 jeweils vier der Sendungen aus dem Bereich Naturwissenschaft und Technik sowie Medizin, die thematisch zusammen passten, auf jeweils einer DVD zusammen, insgesamt 12 Folgen, die kommerziell als P. M. Wissensedition vertrieben werden; zusätzlich gab es historische sowie Mystery-Themen auf den gut 50 DVDs.

## Übersicht der Folgen
| Nr. der Folge | Titel                                                                                        | Produktions- jahr | Sende- format | Bemerkungen                                                                                               |
| ------------- | -------------------------------------------------------------------------------------------- | ----------------- | ------------- | --- |
| 1             | Die Röntgenstrahlen                                                                          | 1990              | 4:3           | dargestellte(r) Wissenschaftler: Wilhelm Conrad Röntgen                                                   |
| 2             | Der Kinematograph der Gebrüder Lumière                                                       | 1990              | 4:3           | |
| 3             | Der Gleiter von Otto Lilienthal                                                              | 1990              | 4:3           | |
| 4             | Die dynamo-elektrische Maschine von Werner von Siemens                                       | 1990              | 4:3           | |
| 5             | Der Viertakt-Motor von Nikolaus August Otto                                                  | 1990              | 4:3           | |
| 6             | Die Photographie des Louis Daguerre                                                          | 1991              | 4:3           | Auch auf CD der P. M. Wissensedition Frühe Kommunikation                                                  |
| 7             | Das Laufrad von Carl-Friedrich Drais                                                         | 1991              | 4:3           | Auch auf CD der P. M. Wissensedition Mobilität                                                            |
| 8             | Heinrich Hertz und die elektromagnetischen Wellen                                            | 1991              | 4:3           | Auch auf CD: P. M. Wissensedition Meilensteine der Teilchenphysik                                         |
| 9             | Das Flugzeug der Gebrüder Wright                                                             | 1991              | 4:3           | Auch auf CD: P. M. Wissensedition Meilensteine der Mobilität                                              |
| 10            | Die Glühlampe von Thomas A. Edison                                                           | 1991              | 4:3           | |
| 11            | Das Telephon von Alexander G. Bell                                                           | 1991              | 4:3           | Auch auf CD der P. M. Wissensedition Frühe Kommunikation                                                  |
| 12            | Samuel Morse und die Telegraphie                                                             | 1991              | 4:3           | |
| 13            | Guglielmo Marconi und die drahtlose Telegraphie                                              | 1991              | 4:3           | Auch auf CD: P. M. Wissensedition Frühe Kommunikation                                                     |
| 14            | George Stephenson und die Eisenbahn                                                          | 1991              | 4:3           | Auch auf CD: P. M. Wissensedition Meilensteine der Mobilität                                              |
| 15            | Der Phonograph von Thomas A. Edison                                                          | 1991              | 4:3           | Auch auf CD: P. M. Wissensedition Frühe Kommunikation                                                     |
| 16            | Otto Hahn und die Kernspaltung                                                               | 1992              | 4:3           | Auch auf CD: P. M. Wissensedition Meilensteine der Teilchenphysik                                         |
| 17            | Townes, Schawlow, Maiman und die Lasertechnik                                                | 1992              | 4:3           | |
| 18            | Robert Watson-Watt und das Radar                                                             | 1992              | 4:3           | |
| 19            | Sergej Koroljow und der erste Satellit im All                                                | 1992              | 4:3           | |
| 20            | Hermann Oberth, Wernher von Braun und die Rakete                                             | 1992              | 4:3           | |
| 21            | Karl Benz, Gottlieb Daimler und das Automobil                                                | 1992              | 4:3           | Auch auf CD: P. M. Wissensedition Meilensteine der Mobilität                                              |
| 22            | Karl Ferdinand Braun und die Kathodenstrahlröhre                                             | 1992              | 4:3           | Auch auf der CD Wissensedition Moderne Kommunikation                                                      |
| 23            | Shockley, Bardeen, Brattain und der Transistor                                               | 1992              | 4:3           | |
| 24            | Ernst Ruska und das Elektronenmikroskop                                                      | 1992              | 4:3           | |
| 25            | Charles Babbage, Konrad Zuse und der Computer                                                | 1992              | 4:3           | Auch auf CD der P. M. Wissensedition Moderne Kommunikation                                                |
| 26            | Nipkow, Baird, Zworykin und die Entwicklung des Fernsehens                                   | 1992              | 4:3           | Auch auf CD der P. M. Wissensedition Moderne Kommunikation                                                |
| 27            | Die Zelle – Baustein des Lebens                                                              | 1993              | 4:3           | Auch auf CD: Meilensteine der Biologie. P. M. Die Wissensedition                                          |
| 28            | Gregor Mendel und die klassische Genetik                                                     | 1993              | 4:3           | Auch auf CD: Meilensteine der Biologie. P. M. Die Wissensedition                                          |
| 29            | James Watson, Francis Crick und die Molekulargenetik                                         | 1993              | 4:3           | Auch auf CD: Meilensteine der Biologie. P. M. Die Wissensedition                                          |
| 30            | Louis Pasteur, Robert Koch und die Bakteriologie                                             | 1993              | 4:3           | Auch auf CD: Meilensteine der Biologie. P. M. Die Wissensedition                                          |
| 31            | Edward Jenner, Paul Ehrlich, Emil von Behring und die Impfung                                | 1993              | 4:3           | |
| 32            | Alexander Fleming, Howard Florey, Ernst Chain und das Penicillin                             | 1993              | 4:3           | |
| 33            | Anästhesie – Horace Wells, William Morton, James Simpson                                     | 1994              | 4:3           | |
| 34            | Keimfreiheit – Ignaz Semmelweis und Joseph Lister                                            | 1994              | 4:3           | |
| 35            | Die Nervenzelle – Santiago Ramón y Cajal                                                     | 1994              | 4:3           | Auch auf CD: P. M. Wissensedition Meilensteine der Medizin                                                |
| 36            | Frederick Banting, Charles Best und das Insulin                                              | 1994              | 4:3           | |
| 37            | Blutgruppen – Karl Landsteiner                                                               | 1994              | 4:3           | Auch auf CD: P. M. Wissensedition Meilensteine der Medizin                                                |
| 38            | Immunsystem – Paul Ehrlich, Elias Metschnikoff                                               | 1994              | 4:3           | Auch auf CD: P. M. Wissensedition Meilensteine der Medizin                                                |
| 39            | Krebs – Karl Heinrich Bauer                                                                  | 1994              | 4:3           | Auch auf CD: P. M. Wissensedition Meilensteine der Medizin                                                |
| 40            | Henri Becquerel, Marie Curie, Pierre Curie und die Radioaktivität                            | 1994              | 4:3           | Auch auf CD: P. M. Wissensedition Meilensteine der Teilchenphysik                                         |
| 41            | Chemie in der Landwirtschaft – Justus Liebig                                                 | 1995              | 4:3           | |
| 42            | Dünger aus der Luft – Fritz Haber und Carl Bosch                                             | 1995              | 4:3           | |
| 43            | Kautschuk – Charles Goodyear, Fritz Hofmann                                                  | 1995              | 4:3           | |
| 44            | Riesenmoleküle – Hermann Staudinger                                                          | 1995              | 4:3           | |
| 45            | Vom Farbstoff zum Medikament – August Wilhelm Hofmann, William Henry Perkin und Adolf Baeyer | 1995              | 4:3           | |
| 46            | Das Traummolekül – August Kekulé und der Benzolring                                          | 1996              | 4:3           | |
| 47            | Vom Atom zum Molekül – Linus Pauling und die chemische Bindung                               | 1996              | 4:3           | Auch auf CD: Meilensteine der Grundlagenchemie. P. M. Die Wissensedition                                  |
| 48            | Moleküle des Lebens – Emil Fischer und die Proteine                                          | 1996              | 4:3           | Auch auf CD: Meilensteine der Grundlagenchemie. P. M. Die Wissensedition                                  |
| 49            | Das Atom – John Dalton und Niels Bohr                                                        | 1996              | 4:3           | Auch auf CD: Meilensteine der Grundlagenchemie. P. M. Die Wissensedition                                  |
| 50            | Die Ordnung – Dmitrij Mendelejew, Lothar Meyer und das Periodensystem der Elemente           | 1996              | 4:3           | Auch auf CD: Meilensteine der Grundlagenchemie. P. M. Die Wissensedition                                  |
| 51            | Die Beschleunigung – Wilhelm Ostwald und die Katalyse                                        | 1996              | 4:3           | Auch auf CD: P. M. Wissensedition Meilensteine der Teilchenphysik                                         |
| 52            | Die Pille – Adolf Butenandt und die Sexualhormone                                            | 1996              | 4:3           | |
| 53            | Planet aus Sternenstaub – De Laplace und die Entstehung der Erde                             | 2003              | 4:3           | Auch auf der CD: P. M. Wissensedition Meilensteine der Geowissenschaft                                    |
| 54            | Die Kraft, die keine ist – Gaspard de Coriolis und die Ablenkung der Massen                  | 2003              | 4:3           | |
| 55            | Die Entstehung der Kontinente – Alfred Wegener und die Plattentektonik                       | 2003              | 4:3           | |
| 56            | Reise an das Ende der Welt – Teisserenc, Piccard und die Erdatmosphäre                       | 2003              | 4:3           | Auch auf CD: P. M. Wissensedition Meilensteine der Geowissenschaft                                        |
| 57            | Arterien der Ozeane – Benjamin Franklin und der Golfstrom                                    | 2003              | 4:3           | |
| 58            | Die Erde bebt – Emil Wiechert und der Seismograph                                            | 2003              | 4:3           | Auch auf CD: P. M. Wissensedition Meilensteine der Geowissenschaft                                        |
| 59            | Von Pol zu Pol – Carl Friedrich Gauß und der Erdmagnetismus                                  | 2003              | 4:3           | Auch auf CD: P. M. Wissensedition Meilensteine der Geowissenschaft                                        |
| 60            | Lichtblicke im Mauerbau – Meister Gerhard und der Kölner Dom                                 | 2003              | 4:3           | Auch auf CD der P. M. Wissensedition Meilensteine der Baukonstruktion                                     |
| 61            | London Underground – Marc Brunel und der Tunnelbau                                           | 2003              | 4:3           | Auch auf CD: P. M. Wissensedition Meilensteine der Baukonstruktion                                        |
| 62            | Das Skelett aus Stahl – John J. Raskob und das Empire State Building                         | 2003              | 4:3           | Auch auf CD: P. M. Wissensedition Meilensteine der Baukonstruktion                                        |
| 63            | Das Tor zum Pazifik – Joseph B. Strauss und die Golden Gate Bridge                           | 2003              | 4:3           | Auch auf CD: P. M. Wissensedition Meilensteine der Baukonstruktion                                        |
| 64            | Die Nadel aus Beton – Fritz Leonhardt und der Stuttgarter Fernsehturm                        | 2003              | 4:3           | |
| 65            | Bauen wie die Natur – Frei Otto und das Münchner Olympiadach                                 | 2003              | 4:3           | |
| 66            | Die Pyramiden der Pharaonen                                                                  | 2004              | 4:3           | |
| 67            | Der Hoover-Damm                                                                              | 2004              | 4:3           | nach Herbert C. Hoover, 31. Präsident der USA                                                             |
| 68            | Das Weltbild des Nikolaus Kopernikus                                                         | 2004              | 4:3           | Auch auf der CD: P. M. Wissensedition Meilensteine der Astronomie                                         |
| 69            | Johannes Kepler – Die Bahnen der Planeten                                                    | 2004              | 4:3           | Auch auf der CD: P. M. Wissensedition Meilensteine der Astronomie                                         |
| 70            | Galileo Galilei – Die Erforschung der Milchstraße                                            | 2004              | 4:3           | Auch auf der CD: P. M. Wissensedition Meilensteine der Astronomie                                         |
| 71            | Isaac Newton und die Gravitation                                                             | 2004              | 4:3           | Auch auf der CD: P. M. Wissensedition Meilensteine der Astronomie                                         |
| 72            | Joseph Fraunhofer und die Spektrallinien                                                     | 2004              | 4:3           | |
| 73            | Das Foucault'sche Pendel                                                                     | 2004              | 4:3           | dargestellte(r) Wissenschaftler: Léon Foucault. Auch auf CD: P. M. Wissensedition Meilensteine der Physik |
| 74            | Max Planck und die Quantenphysik                                                             | 2004              | 4:3           | Auch auf CD: P. M. Wissensedition Meilensteine der Physik                                                 |
| 75            | Albert Einstein – E = mc²                                                                    | 2004              | 4:3           | Auch auf CD: P. M. Wissensedition Meilensteine der Physik                                                 |
| 76            | Edwin Powell Hubble – Das expandierende Universum                                            | 2004              | 4:3           | |
| 77            | James Prescott Joule und William Thomson – Die Entdeckung der Energie                        | 2004              | 4:3           | Auch auf CD: P. M. Wissensedition Meilensteine der Physik                                                 |
| 78            | Michael Faraday Strom aus Magneten                                                           | 2005              | 4:3           | |
| 79            | Igor Sikorsky und der Hubschrauber                                                           | 2005              | 4:3           | |
| 80            | Die Gebrüder Montgolfier und der Heißluftballon                                              | 2005              | 4:3           | |
| 81            | Adam Ries und das Rechnen                                                                    | 2005              | 4:3           | Auch auf CD der P. M. Wissensedition Meilensteine der Wissenschaft, der Menschheit                        |
| 82            | Sir Tim Berners-Lee und das World Wide Web                                                   | 2005              | 4:3           | Auch auf der CD P. M Wissensedition Moderne Kommunikation                                                 |
| 83            | Leonardo da Vinci und die Anatomie                                                           | 2005              | 4:3           | Auch auf CD der P. M. Wissensedition Meilensteine der Wissenschaft, der Menschheit                        |
| 84            | Louis Braille und die Blindenschrift                                                         | 2005              | 4:3           | |
| 85            | Johannes Gutenberg und der Buchdruck                                                         | 2005              | 4:3           | Auch auf CD der P. M. Wissensedition Meilensteine der Wissenschaft, der Menschheit                        |
| 86            | Alfred Nobel und das Dynamit                                                                 | 2005              | 4:3           | Auch auf CD der P. M. Wissensedition Meilensteine der Wissenschaft, der Menschheit                        |
| 87            | James Watt und die Dampfmaschine                                                             | 2005              | 4:3           | |
| 88            | Otto von Guericke und der Luftdruck                                                          | 2005              | 4:3           | |
| 89            | Willem Einthoven und das EKG                                                                 | 2005              | 4:3           | |
| 90            | Alessandro Volta und die Batterie                                                            | 2006              | 16:9          | |
| 91            | Georg Simon Ohm und der elektrische Widerstand                                               | 2006              | 16:9          | |
| 92            | André-Marie Ampère und der Elektromagnetismus                                                | 2006              | 16:9          | |
| 93            | Blaise Pascal und der Druck                                                                  | 2006              | 16:9          | |
| 94            | Frank Whittle, Hans von Ohain und das Strahltriebwerk                                        | 2006              | 16:9          | |
| 95            | Rudolf Diesel und der Dieselmotor                                                            | 2006              | 16:9          | |
| 96            | Carl von Linde und die Kühltechnik                                                           | 2006              | 16:9          | |
| 97            | Leo Hendrick Baekeland und das Bakelit                                                       | 2006              | 16:9          | |
| 98            | Fritz Klatte, Hermann Staudinger und das PVC                                                 | 2006              | 16:9          | |
| 99            | Robert Stirling und der Stirling-Motor                                                       | 2008              | 16:9          | |
| 100           | William Robert Grove und die Brennstoffzelle                                                 | 2008              | 16:9          | |
| 101           | Heike Kamerlingh-Onnes, Walther Meißner und der Supraleiter                                  | 2007              | 16:9          | |
| 102           | Daniel Bernoulli und die Hydrodynamik                                                        | 2008              | 16:9          | |
| 103           | Ernst Abbe und das Mikroskop                                                                 | 2008              | 16:9          | |